# Jealousy (X Japan)
Jealousy è il terzo album degli X Japan del 1991. Nel booklet dell'album è citato Hitomi Shiratori come autore del testo della canzone Stab Me in The Back. Egli altri non è che Yoshiki stesso sotto pseudonimo (più precisamente sarebbe il nome della penna che ha usato per scrivere il testo).

## Tracce
1. Say Anything – 8:42 (YOSHIKI)
2. Es Durのピアノ線 (Es Dur no Piano Sen) – 1:53 (YOSHIKI)
3. Silent Jealousy – 7:18 (YOSHIKI)
4. Miscast – 5:11 (HIDE)
5. Desperate Angel – 5:54 (TOSHI - TAIJI)
6. White Wind From Mr. Martin (～Pata's Nap～) – 1:02 (PATA)
7. Voiceless Screaming – 6:16 (TOSHI - TAIJI)
8. Stab Me In The Back – 3:52 (Hitomi Shiratori - YOSHIKI)
9. Love Replica – 4:35 (HIDE)
10. Joker – 5:33 (HIDEE
1)

## Disco 2 (Edizione rimasterizzata)
1. Silent Jealousy (strumentale) - 7:20
2. Miscast (strumentale) - 5:16
3. Desperate Angel (strumentale) - 5:54
4. Voiceless Screaming (strumentale) - 6:18
5. Stab Me In The Back (strumentale) - 3:52
6. Joker (strumentale) - 5:32
7. Say Anything (strumentale) - 8:42

## Formazione
- Toshi - voce
- Taiji - basso; chitarra acustica (traccia 6)
- Pata - chitarra
- Hide - chitarra
- Yoshiki - batteria & pianoforte